# Место встречи (коллайдер)
Место встречи (Interaction Point, IP) — проектная точка столкновения пучков частиц высокой энергии в коллайдере. Для линейного коллайдера такая точка всегда одна, для циклического — мест встречи может быть много, поскольку в современном коллайдере пучок частиц состоит из множества отдельных сгустков. Следует различать понятие места встречи и реальной точки столкновения частиц — вершины, из которой расходятся восстанавливаемые детекторами треки продуктов взаимодействия.

## Детекторы и место встречи
Так как коллайдеры создаются для изучения взаимодействия частиц, место встречи всегда занято детектором. В то же время, производительность коллайдера определяется числом взаимодействий, происходящих в единицу времени, то есть светимостью. Светимость тем выше, чем интенсивнее пучки, и чем сильнее они сфокусированы в месте встречи. Однако, фокусирующие элементы, так называемые линзы финального фокуса, невозможно приблизить к месту встречи, занятому детектором, в результате чего сильно сфокусированный пучок, пройдя место встречи становится сильно расходящимся, размер его быстро нарастает, но должен оставаться в пределах апертуры вакуумной камеры. Итогом противоречивый требований становится компромиссная, очень плотная расстановка, взаимная интеграция элементов детектора и ускорителя (Machine Detector Interface, MDI). Как правило, линзы финального фокуса интегрированы внутрь детектора и их магнитные поля могут взаимодействовать с полем детектора, оказывая влияние на динамику пучков.

## Промежуток встречи
Для обеспечения сильной фокусировки в место встречи, а также обеспечения других параметров пучка для устойчивой динамики в присутствии эффектов встречи на значительном участке ускорителя, называемом промежуток встречи, создаётся специальная оптика, сильно отличающаяся от остального периметра ускорителя. Промежуток встречи может включать в себя: финальный фокус, систему разведения пучков, крабовые резонаторы, разворот перетяжки крабовыми секступолями, участок локальной компенсации хроматизма, согласование структурных функций, согласование дисперсионной функции. Например, для LHC весь промежуток встречи имеет протяжённость около 1 км.

## Паразитные места встречи
Современный кольцевой коллайдер состоит из двух колец, в которых циркулируют пучки, состоящие из множества сгустков. Например, в электрон-позитронном коллайдере SuperKEKB 2500 тысячи сгустков следуют с расстоянием около 1 м. Сгустки должны встречаться в проектном месте встречи, где расположен детектор, где два кольца соприкасаются, либо пересекаются под малым углом, имея общую вакуумную камеру; и не должны встречаться в других местах. В тех случаях, когда это не обеспечено, говорят о паразитных мечтах встречи. Даже при использовании столкновения под небольшим углом, что помогает максимально быстро развести пучки после места встречи, из-за большой частоты следования сгусток может проходить мимо следующего встречного сгустка на расстоянии, сравнимом с поперечным размером пучка, что приводит к влиянию коллективного поля сгустка на динамику частиц — так называемые дальнодействующие эффекты встречи (Long range beam-beam effects). В более ранних коллайдерах (ВЭПП-4М, CESR, Tevatron), где встречные пучки циркулировали в одном кольце, применялось разведение пучков в паразитных местах встречи электростатическими полями (претцль-орбиты).

## Эксперименты со стационарной мишенью
В некоторых случаях, понятие места встречи используется не только в коллайдерах, но и к экспериментах с фиксированной мишенью.